# МКС-59
МКС-59 — п'ятдесят дев'ятий довготривалий екіпаж Міжнародної космічної станції. Його робота розпочалася 15 березня 2019 року з моменту прибуття до станції корабля Союз МС-12 із трьома членами екіпажу та закінчилась 24 червня 2019 з моменту відстикування від МКС корабля Союз МС-11.

## Екіпаж
З першого дня роботи експедиції в її складі шестеро космонавтів. На відміну від більшості попередніх експедицій, склад постійний протягом всього періоду експедиції. Такі зміни відбулися через аварію 11 жовтня 2018 під час запуску корабля Союз МС-10, коли двоє космонавтів здійснили аварійну посадку. Внаслідок цього графік експедицій та їхній склад було змінено. В роботі 59-ї експедиції брали участь Олексій Овчінін та Тайлер Хейг, які були на кораблі «Союз МС-10».
|               | Тривалість роботи (15 березня 2019 — 24 червня 2019) |                                              |
| ------------- | ---------------------------------------------------- | -------------------------------------------- |
| Командир      | Олег Кононенко (4), /Роскосмос (Союз МС-11)          | Олег Кононенко (4), /Роскосмос (Союз МС-11)  |
| Бортінженер-1 | Давид Сен-Жак (1), /КАА (Союз МС-11)                 | Давид Сен-Жак (1), /КАА (Союз МС-11)         |
| Бортінженер-2 | Енн Макклейн (1), /НАСА (Союз МС-11)                 | Енн Макклейн (1), /НАСА (Союз МС-11)         |
| Бортінженер-3 | Олексій Овчинін (3), /Роскосмос (Союз МС-12)         | Олексій Овчинін (3), /Роскосмос (Союз МС-12) |
| Бортінженер-4 | Тайлер Хейг (2), /НАСА (Союз МС-12)                  | Тайлер Хейг (2), /НАСА (Союз МС-12)          |
| Бортінженер-5 | Крістіна Кох (1), /НАСА (Союз МС-12)                 | Крістіна Кох (1), /НАСА (Союз МС-12)         |

## Етапи місії
15 березня о 01:01 (UTC) до МКС пристикувався корабель Союз МС-12 із трьома космонавтами на борту (Олексій Овчинін, Тайлер Хейг та Крістіна Кох), він стартував з Байконуру напередодні. Через дві години (о 01:10 UTC) космонавти перейшли на борт МКС. З цього моменту розпочалася робота експедиції-59. Союз МС-12 також доставив 126,9 кг вантажу (обладнання, засоби забезпечення життєдіяльності та особисті речі космонавтів).
22 березня американські космонавти Хейг та Макклейн здійснили вихід у відкритий космос. Під час роботи, що тривала 6 год. 39 хв., вони замінили старі нікель-водневі акумулятори на більш потужні, літій-іонні.
29 березня космонавти Хейг та Кох здійснили вихід у відкритий космос, під час якого здійснено заміну 6 нікель-водневих акумуляторів на 3 літій-іонних. Робота тривала 6 год. 45 хв.
4 квітня — до станції пристикувався вантажний корабель Прогрес МС-11. Це було найшвидше прибуття корабля в історії польотів до МКС — від старту до стикування минуло 3 год. 21 хв. Корабель доставив до станції понад 2,5 тонн різного вантажу.
8 квітня космонавти Макклейн та Сен-Жак здійснили вихід у відкритий космос. Вони усунули неполадки з одним із раніше встановлених літій-іонних акумуляторів; проклали резервний кабель живлення для маніпулятора Canadarm-2 і встановили на корпусі американського лабораторного модуля засоби для бездротового зв'язку. Роботи тривали 6 год. 30 хв.
19 квітня вантажний корабель Cygnus місії NG-11 пристикувався до МКС. Його було запущено 17 квітня. Корабель доставив до станції близько 3750 кг корисного вантажу на замовлення NASA, — провізію та спорядження для екіпажу, обладнання та матеріали для наукових експериментів, устаткування для станції та виходу у відкритий космос, комп'ютери та комплектуючі, а також два науково-дослідні супутники формату кубсат — CAPSat та HARP.
6 травня до станції прибув вантажний корабель SpaceX CRS-17, який було запущено 4 травня. Об 11:01 (UTC) Давид Сен-Жак за підтримки Тайлера Хейга та Крістіни Кох здійснив захоплення вантажного корабля за допомогою крану-маніпулятора Канадарм2. Стикування здійснено до модуля Гармоні. Корабель доставив до МКС близько 2500 кг вантажу, серед якого — продукти харчування, вода, обладнання та матеріали для наукових експериментів.
23 травня здійснено планову корекцію орбіти МКС. Для цього на 1196 сек було включено двигуни вантажного корабля «Прогрес МС-10», пристикованого до станції.
29 травня росіяни Олег Кононенко та Олексій Овчінін здійснили вихід у відкритий космос. У ході робіт, що тривали 6 год. 1 хв. було демонтовано зразки матеріалів з поверхні станції та здійснено демонтаж старих елементів обладнання.
3 червня о 16:01 (UTC) вантажний корабель SpaceX CRS-17, який був пристикований до станції з 6 травня, відстикувався від станції та за декілька годин успішно приводнився в Тихому океані. Він доставив на Землю понад 1,9 тонн вантажу, зокрема, результати наукових експериментів..
4 червня космонавти Енн Макклейн, Крістіна Кох та Давид Сен-Жак відкрили надувний житловий модуль BEAM для взяття проб повітря та переміщення до модуля непотрібного обладнання.
24 червня о 23:25 (UTC) корабель Союз МС-11 з трьома космонавтами на борту (Олег Кононенко, Енн Макклейн та Давид Сен-Жак) відстикувався від станції. На цьому завершилася робота 59-ї експедиції. Корабель за декілька годин успішно приземлився на території Казахстану..